# Serica georgiana
Serica georgiana är en skalbaggsart som beskrevs av Charles William Leng 1911. Serica georgiana ingår i släktet Serica och familjen Melolonthidae. Utöver nominatformen finns också underarten S. g. lecontei.